# Saurida caribbaea
Espèce
Synonymes
- Saurida caribbaeus Breder, 1927[1]
- Saurida caribbea Breder, 1927[1]

Saurida caribbaea est une espèce de poissons-lézards qui vit principalement dans l'Atlantique Ouest.

## Systématique
L'espèce Saurida caribbaea a été décrite en 1927 par l'ichtyologiste américain Charles Marcus Breder Jr. (d) (1897-1983).

## Distribution
Saurida caribbaea se rencontre dans l'Atlantique ouest et notamment dans le Nord-Est de la Floride, dans le Nord du golfe du Mexique jusqu'aux Guyanes. Il est absent des Antilles à l'exception de l'Ouest des Bahamas et de Cuba. Il est également présent au Brésil et en Uruguay. Il peut être présent aux profondeurs comprises entre 6 et 460 m mais plus fréquemment entre 20 et 215 m.

## Description
Saurida caribbaea peut mesurer jusqu'à 18 cm.

## Étymologie
Son épithète spécifique, caribbaea, fait référence aux Caraïbes, où l'espèce a été découverte.

## Noms communs
Saurida caribbaea n'a pas de nom vernaculaire français. En revanche il est appelé communément :
- Lizardfish ou Smallescale Lizardfish en anglais ;
- 加勒比蛇鯔 en chinois ;
- Småskællet øglefisk en danois ;
- Chile espinoso, Lagarto caribeño ou Pez lagarto en espagnol ;
- Karibu-eso en japonais ;
- 加勒比蛇鲻 en mandarin.